# Nerd

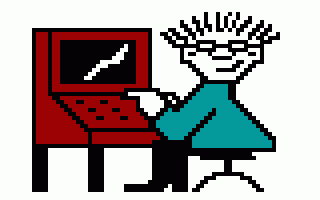
Nerd dibujado en 8-bits.

Un nerd, o nerdo, es una persona vista como demasiado intelectual, obsesiva, introvertida o carente de habilidades sociales. Tal persona puede pasar una cantidad excesiva de tiempo en actividades impopulares, poco conocidas o no convencionales, que generalmente son muy técnicas, abstractas o relacionadas con temas de ciencia ficción o fantasía, con exclusión de actividades más convencionales. Además, muchos de los llamados nerds se describen como tímidos, extravagantes, pedantes y poco agraciados.
Nombres similares que se le da a esta clase de persona incluyen empollón en España, chancón en Perú,pilo en Colombia.

## Etimología e historia
El anglicismo nerd aparece por primera vez en 1950 en el libro Si yo dirigiera el Zoológico, de Dr. Seuss, donde el narrador Gerald McGrew indica que él buscaría «un Nerkle, un Nerd, y también un Seersucker» para su zoológico imaginario. La palabra fue utilizada desde la década de 1950 en el Massachusetts Institute of Technology (MIT). El significado de la palabra se remonta a 1951. Hacia comienzos de la década de 1960, el uso de la palabra se había difundido por todo Estados Unidos, y hasta llegó a Escocia. En algún momento, la palabra tomó una connotación de joven muy dedicado al estudio con inteligencia frecuentemente mayor que la media, y que además tenía algunas dificultades para relacionarse socialmente, y que por ello presentaban un perfil físico e intelectual correspondiente al de alguien marginalizado, tímido, solitario, inteligente y también trabajador.
Otro posible origen de este término hace referencia al hábito que tenían algunos estudiantes del Massachusetts Institute of Technology (MIT) de llamar «knurd» a ciertos compañeros, término que vendría de «drunk» (bebido o ebrio) escrito y dicho al revés, y que se aplicaba a personas cuyas conductas e intereses resultaban dignas de rechazo desde el punto de vista del rendimiento académico.[cita requerida]
Posteriormente, el término nerd se popularizó en la década de 1970 inspirado por el filósofo Timothy Charles Paul, quien empleó la palabra para describir un estereotipo de persona inteligente, con limitadas habilidades sociales, y que suele ser objeto de burlas. El concepto de nerd fue explotado en la comedia Revenge of the Nerds (1984), dirigida por Jeff Kanew.

## Estereotipo
Muy posiblemente el referido vocablo argot fue inicialmente empleado por alumnos de liceos y universidades en EE. UU., por la tendencia a categorizar a sus compañeros: «deportivo» y «atlético», «gótico», «aterrador».
Nerdo es recogido por el Diccionario de la lengua española como derivativo del inglés nerd, si bien en español pueden emplearse otros posibles soluciones como «traga o comelibros», «estudiante prodigio», «rata de biblioteca», con el toque peyorativo que estas denominaciones aportan. El estereotipo o aspecto externo de este tipo de personas, difundido a través del cine y la televisión por unas cuantas Comedia de situación, tales como, por ejemplo, Saved by the Bell (Salvados por la campana) o Parker Lewis can't lose (Parker Lewis nunca pierde) o Happy Days (Días felices), corresponde al de un chico carente de carisma, con gafas, tímido, inhábil socialmente y que tiene muchas dificultades para relacionarse con el sexo opuesto; para contrarrestar estas carencias se destaca en el ambiente intelectual: es apasionado por el ajedrez, la astronomía, la física, biología o la matemática, que es quien sabe más en la clase y quien generalmente responde bien las preguntas difíciles, y quien además utiliza un vocabulario extendido con términos que alguien nunca usa y que en muchos casos ni siquiera comprende. Algunos sostienen que entre sus gustos musicales muchas veces prefieren música que no está precisamente de moda o es conservador.
Contrariamente a los geek (que antes que nada son tecnólogos y constructores-hacedores, y que se apasionan mucho con la programación y con los dispositivos digitales), el nerdo se orienta en general a todos los dominios científicos (particularmente a las llamadas ciencias duras, como matemáticas o física), lo que lo lleva especialmente a ser más teórico que práctico. No obstante las diferencias de orientación anotadas, los puntos en común importantes entre geeks y nerdos son que a priori tienen confianza en sí mismos y creen poder tener éxito en una serie de emprendimientos, a la vez que hacen uso frecuente de los medios informáticos, para adquirir nuevos conocimientos, para eliminar dudas, y para comunicarse con sus pares.
Algunos de los comportamientos estereotípicos asociados con el estereotipo "nerd" tienen correlaciones con los rasgos del síndrome de Asperger u otras condiciones del espectro autista.

## Diferencias entre losnerdsy losgeeks
A diferencia del nerd, los geeks generalmente presentan una personalidad mucho más extrovertida, tanto en su estilo de vida como en su forma de ser; teniendo específicamente una pasión por el conocimiento, y una fascinación casi extrema por temáticas de ciencia ficción y de tecnología.
Sin embargo, aunque la introversión y la timidez son rasgos fundamentales asociados al estereotipo nerd, ello no impide que un nerd también pueda ser considerado o se considere igualmente un geek; aunque, como se indicó antes, ambos conceptos no signifiquen exactamente lo mismo.

## Losnerdsen los medios, la literatura y el cine

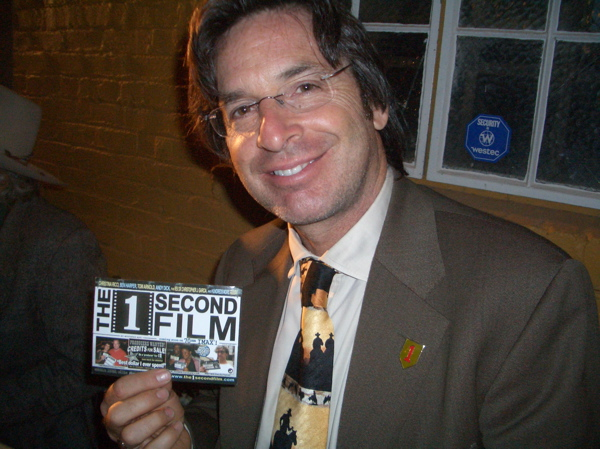
Robert Carradine, que interpreta el personaje Lewis Skolnik en la película Revenge of the Nerds.

Existen algunas películas, series televisivas, y libros en los que el argumento gira en torno a un personaje, principal o no, que encuadra en el estereotipo nerd. Por ejemplo:
- The Big Bang Theory, serie de comedia inspirada en el mundo nerd.
- Gil Grissom y Sara Sidle, considerada por los aficionados como la pareja más nerd de las series de TV: él es entomólogo y ella es una especialista en física.
- Chuck Bartowski, personaje principal de la serie Chuck, que combina elementos del género acción (espionaje) con comedia romántica. Chuck es un nerd informático (trabaja para una empresa llamada «Nerd Herd») con poco involucramiento del llamado sexo débil. El personaje es interpretado por Zachary Levi.
- Evan, del filme Superbad, sufre por una muchacha que ama y que es virgen, interpretado por Michael Cera. Este actor interpreta personajes nerds en prácticamente todos sus trabajos.
- Sam Brenner y Ludlow Lamonsoff, del filme Pixels, son interpretados por Adam Sandler y Josh Gad y ambos son conocedores en los videojuegos de la década de 1980.
- Ross Geller, de la serie Friends, es un paleontólogo que tiene tres divorcios en su currículo, apasionado de los dinosaurios, y tiene como fetiche a la Princesa Leia (de Star Wars).
- Timothy McGee, de la serie NCIS, era un agente especial forense y «geek», que invade sistemas federales de información para obtener datos para las investigaciones. Apodado «Elf Lord» y «McGeek» por sus colegas.
- Simon Nelson Cook, de la serie Manual de supervivencia escolar de Ned, es un personaje divertido y desconectado.
- The IT Crowd, serie británica que narra la convivencia de un personal de TI que tiene que trabajar en el sótano del edificio, aislado del resto de la empresa.
- Dr. Spencer Reid, de la serie Criminal Minds, quien se considera un nerd y prodigio. Reid tiene un Cociente Intelectual de 187, puede leer 20000 palabras por minuto, es experto en estadísticas, es adicto a la lectura y posee memoria fotográfica (también llamada eidética), por lo que recuerda situaciones con un nivel de detalle casi perfecto.
- La celebridad de Internet Angry Video Game Nerd, reseña videojuegos retros.
- El personaje Beto, de la serie mexicana La CQ.